# 諾伯特·維納
諾伯特·維納（英語：Norbert Wiener，1894年11月26日—1964年3月18日），美国数学家、哲学家与计算机科学先驱，是控制论的提出者。此外，维纳作为随机过程与噪声信号处理的先驱人物，也为电子工程、电子通信与控制系统等领域做出了一定贡献。

## 生平
他的父親里奧·維納是波蘭籍猶太移民，母親是德國籍猶太人。里奧是哈佛大學斯拉夫語族的講師，他用他自創的高壓方法培育諾伯特。憑他的天份再加上父親的培育，他成為神童。1903年，他開始上學；1906年（12歲），高中畢業，同年9月入讀塔夫斯學院修讀數學；1909年（15歲）時他已取得學士學位，入讀哈佛大學研究動物學。一年後他往康乃爾大學轉讀哲學。1912年，18歲的他取得數理邏輯的博士學位。
他到英國劍橋隨伯特兰·罗素、戈弗雷·哈代學習，1914年又到德國哥廷根跟大衛·希爾伯特和爱德蒙·兰道。之後他回到劍橋，再回到美國。1915至16年，他在哈佛教授哲學，其後為通用電氣和大美百科全書工作。戰爭期間在馬里蘭州阿伯丁試驗場鑽研彈道學。戰後他在麻省理工学院教授數學。他講課技巧惡劣，常常鬧笑話或心不在焉。
在麻省理工学院任教時，他不時到歐洲。1926年和一名德國移民結婚。他們有兩個女兒。他主要在哥廷根和劍橋，研究布朗運動、傅立葉變換、調和分析、狄利克雷問題和Tauber型定理等。1929年维纳指导当时在贝尔电话公司学习的博士生李郁荣研制了李-维纳网络，获得美国专利。1935年维纳应国立清华大学校长梅贻琦和数学系主任熊庆来之聘，到清华大学讲学，主讲傅立叶变换，听讲者包括华罗庚、段学复等。维纳曾推荐华罗庚和徐贤修合写的论文发表在麻省理工学院的《数学物理学报》（上） 。
二戰時，他在槍炮控制方面工作，引發了他對通訊理論和反馈的興趣，著《控制论：或关于在动物和机器中控制和通信的科学》一书，促成了控制論的誕生。戰後發生了一件怪事，他邀請了人工智能、電腦科學和神經心理學的年輕學者到麻省理工。當這批學者來到時，他卻突然斷絕所有來往。這可能由他的神經質性格引起。他的家族中包括弟弟等，有嚴重的精神分裂症病史，而維納本身則有重度的近視與嚴重的躁鬱症。躁症發作時，他瘋狂似的跑遍校園，向別人宣傳他的發現。而躁鬱症症狀產生時，他則多次向麻省的同事列文森訴說自己的自殺念頭。
二戰後，他對科學研究的政治影響和科學的軍事用途更為關注。他拒絕接受政府資助或參與軍事計劃。
1964年他在瑞典斯德哥爾摩逝世。

## 著作
部分:
- 《行為、目的和目的論》
- 《控制论：或关于在动物和机器中控制和通信的科学》

自傳：
- 1953年，《昔日神童：我的童年與青年時代》
- 1956年，《我是數學家》